# Mos Def
Yasiin Bey, ursprungligen Dante Terrell Smith, mer känd under tidigare artistnamnet Mos Def, född 11 december 1973 i Brooklyn i New York, är en amerikansk hiphopartist och skådespelare. Mos Def inledde sin hiphopkarriär som en av medlemmarna i hiphopkollektivet Native Tongue Posse och genom att gästa album av Da Bush Babees, De La Soul och Gorillaz. Han släppte ett väl mottaget album med Talib Kweli som duon Black Star, och var en stor kraft bakom sena 1990-talets undergroundhiphop där Rawkus Records spelade en betydelsefull roll. "Mos def" är en talspråklig slang-variant av engelskans "most definitely", ungefär "alldeles säkert".
Sedan filmdebuten i början av 2000-talet har han etablerat sig som en av få rappare som fått kritikernas godkännande för sitt skådespeleri. Han har bland annat medverkat i filmerna Monster's Ball (2001), The Italian Job (2003), Liftarens guide till galaxen (2005), 16 Blocks (2006) och Be Kind Rewind (2008). Han är även en stark kritiker av ett flertal sociala och politiska frågor, bland annat var han aktiv i efterdyningarna till orkanen Katrina som drabbade USA år 2005, då han bland annat släppte låten "Katrina Clap" som framförde hård kritik mot Bush-administrationen.

## Biografi

### De tidiga åren
Mos Def föddes som Dante Terell Smith i Roosevelthusen i Bedford-Stuyvesant i Brooklyn, New York, son till Darrell Toler. Han har två yngre bröder; Abdul Rahman även känd som "Gold Medal Man", som är Mos heltids-DJ, och Anwar Superstar, samt en yngre syster, Ces (Casey) Smith.
Anwar Superstar fick erkännande för sitt samarbete med elektronicagruppen The Chemical Brothers på deras Grammyvinnande album Push The Button från 2006, och för sitt senaste samarbete med Mos Def på sången "Here Comes The Champ" som är med i soundtracket till tv-spelet NBA 2K7, som producerades av Dan The Automator.
Mos Def och hans bröder har alla konverterat till islam. Mos Def blev först introducerad till islam av sin far vid 13 års ålder. Han blev muslim när han var 19 sedan han lärt känna de muslimska rapparna Ali Shaheed Muhammad och Q-Tip från gruppen A Tribe Called Quest. Mos Def växte upp under hiphopens gyllene år, och har rappat och skådespelat sen han var 9 år.

### Rapkarriär
Under tidiga 1990-talet bildade Mos Def gruppen Urban Thermo Dynamics med rapparen DCQ och systern Ces. Trots ett kontrakt med Payday Records släppte gruppen endast två singlar, och deras debutalbum Manifest Destiny släpptes inte förrän 2004 då det distribuerades av Illson Media. 1996 kom han ut som soloartist och jobbade med De La Soul och Da Bush Babies innan han släppte sin första singel, "Universal Magnetic", som blev en enorm undergroundsuccé.
Efter att ha skrivit på kontrakt med Rawkus Records bildade Mos Def och Talib Kweli gruppen Black Star, och släppte ett fullängdsalbum, Mos Def & Talib Kweli are Black Star. Albumet släpptes 1998 och producerades mestadels av Hi-Tek.
Mos Def släppte sin solodebut Black on Both Sides 1999 via Rawkus Records där också kollegan Talib Kweli, är signad. Skivan fick fyra av fem "mickar" av tidningen The Source. 1999 var han även med på Scritti Polittis album Anomie & Bonhomie. Mos Def var även med i Rawkus inflytelserika samlingar Lyricist Lounge och Soundbombing. Efter Rawkus Records kollapsat skrev han kontrakt med Interscope/Geffen Records, vilka släppte hans andra soloalbum The New Danger 2004.
"The New danger" mottog kritik från både recensenter och fans för den eklektiska mixen av olika musikgenrer, inklusive soul, blues och rock&roll som framfördes med hans rockband Black Jack Johnson. Black Jack Johnson bestod av medlemmar från hardcore punkbandet Bad Brains och funkmetallbandet Living Colour.
Mos Def har även ådragit sig viss kritik från fans angående sin 'äkthet' efter det att han deltog i en reklam för en SUV-modell från bilmärket GMC Denali.
Hans sista album för Geffen Records, True Magic, släpptes i all tysthet 29 december 2006. 2007 släpptes ytterligare ett album, Mos Definite under skivbolaget Frequent M (Groove Attack).
Under sin musikkarriär har han blivit Grammynominerad flera gånger, bl.a. för "Ghetto Rock" från hans album The New Danger 2004 och för Undeniable 2007
Mos Def är känd för sina politiskt medvetna och ofta kontroversiella sångtexter; han hänvisar ofta till de sociala orättvisor som präglar det amerikanska samhället. Detta har lett till såväl ett stabilt publikunderlag som konflikt med skivbolagsdirektörer. Till exempel försökte Lyor Cohen (då chef för The Island Def Jam Music Group) stoppa låten "The Rape Over", i vilken Mos Def kritiserar storbolagens kontroll av hiphopmusiken.
2004 släppte Mos Def tillsammans med Immortal Technique låten "Bin Laden", vilken anklagar George W. Bush och USA:s regering för 11 september-attackerna.
I september 2005 släppte Mos Def singeln "Katrina Clap", senare omdöpt till "Dollar Day (Surprise, Surprise)" på skivan True Magic. Låten använder instrumentalen från New Orleans-rapparen Juveniles "Nolia Clap", och framför kritik mot Bush-administrationens hantering av Orkanen Katrina. Kvällen efter 2006 års MTV Video Music Awards framförde Mos Def singeln inför en publik på gatan, men blev arresterad, trots att han hade skriftlig tillåtelse för att framträda för allmänheten.
2007 medverkade Mos i låten Drunk and Hot Girls samt bonusspåret Good Night på Kanye Wests album Graduation. Han medverkade även på Apollo Heights debutalbum i låten "Concern". I oktober samma år skrev Mos kontrakt med Downtown Records samt medverkade på en remix av låten "D.A.N.C.E." av Justice. Mos var även med på Stephen Marleys album Mind Control i låten "Hey Baby". 7 november uppträdde Mos Def live i San Francisco på The Mezzanine. Framträdandet filmades för en kommande "Live in Concert"-DVD. Där framförde han ett flera nya låtar som kan komma att vara del av ett kommande album.

### Skådespelarkarriär
Mos Defs bakgrund inom film och teater går tillbaka till hans dagar vid New York University, där han studerade experimentell teater. Han började sin professionella karriär när han var 14 år, då han var med i tv-filmen God Bless the Child i vilken Mare Winningham hade huvudrollen. Sedan spelade han det äldsta barnet i en kortlivad komediserie, You Take the Kids, i vilken Nell Carter och Roger E. Mosley hade huvudrollerna. I den kortlivade detektivserien The Cosby Mysteries spelade han mot Bill Cosby. Han hade även huvudrollen i en reklam för Visa-kort tillsammans med Deion Sanders 1996.
Efter små roller i Bamboozled och Monster's Ball friskade Mos upp sin skådespelarkarriär genom att spela en begåvad rappare som vägrar skriva kontrakt med ett stort bolag i Brown Sugar 2002. För den rollen blev han nominerad till ett NAACP Image Awards och ett Teen Choice-pris.
År 2002 spelade han karaktären Booth i Suzan-Lori Parks Tony-nominerade och Pulitzerprisvinnande Broadwaypjäs Topdog/Underdog. Han fick även positiv kritik för den något udda rollen som Left Ear i filmen The Italian Job 2003.
Inom tv-världen har Mos Def bl.a. varit med i Chappelle's Show, varit värd för den prisbelönta spoken wordserien Def Poetry på HBO sen dess start och spelat morbror till Michael Kyles(Damon Wayans) barn i komediserien My Wife And Kids.
Mos vann priset för Bäste Skådespelare i en Independentfilm på Black Reelgalan 2005 för sin porträttering av kriminalinspektör Lucas i The Woodsman. För sin porträttering av Vivien Thomas i HBOs film Something the Lord Made 2004 nominerades han för en Emmy, en Golden Globe och vann ett Image-pris. Han kammade senare hem rollen som Ford Prefect i filmatiseringen av Douglas Adams kultbok Liftarens Guide till Galaxen 2005.
År 2006 medverkade Mos i Dave Chapelle's Block Party sida vid sida med Talib Kweli, samt bidrog även till filmens soundtrack. Mos Def var även med i den ökända sketchen "Pixie Sketch" i Chappelle's Show: The Lost Episodes där han hade rollen som den svarte banjospelaren. Han redigerades senare bort ur sketchen på DVDn. Ytterligare medverkade Mos Def i filmen 16 Blocks tillsammans med motspelarna Bruce Willis och David Morse. Han har även en återkommande gästroll i den tecknade serien Boondocks, som en karaktär med namnet "Gangstalicious". Han ska vara med i filmen Toussaint, en film om den haitiske revolutionären Toussaint L'Ouverture, där han ska spela mot Don Cheadle och Wesley Snipes. Han hade en liten roll i filmen Talladega Nights: The Ballad of Ricky Bobby där han spelade sig själv.
Han har en av huvudrollerna tillsammans med Jack Black i filmen Be Kind Rewind, där han spelar en anställd i en videobutik vars bäste vän (Jack Black) råkar radera alla butikens filmer. Tillsammans bestämmer de sig sen för att återskapa de raderade filmerna, och blir lokala celebriteter på kuppen.

### Privatliv
Mos Def var gift med Maria Yepes-Smith i tio år innan de ansökte om skilsmässa år 2005. Tillsammans har de flera barn. Han gifte sig med Alana Wyatt från Toronto, Kanada, efter att ha känt henne i fyra dagar. I april 2008 började hon offentliggöra detaljer om uppvaktning av, äktenskap med och följande skilsmässa från Mos Def. En bok med titeln Breaking Through the Silence har släppts vilken avslöjar detaljer om detta.
Han har på senare tid börjat åka skateboard, något han lärt sig av sin son Elijah Cole. Han har sagt att han vill hålla i ett skateboardevenemang i Förenade Arabemiraten.
I oktober 2006 var Mos Def med i dokumentärserien 4Real som visas på MTV. I ett avsnitt som hette "City of God" reste han tillsammans med 4Real till Guds Stad, Rio de Janeiros getto, för att träffa rapparen och mc:n MV Bill och samtidigt lära sig om brottsligheten och de sociala problemen i det samhället.
Vid årsskiftet 2011/2012 ska Mos Def byta artistnamn till "Yasiin". Detta namnbyte förklaras av honom själv i en intervju av Pete Rosenberg vid Rock the Bells-konserten den 3 september 2011.

## Diskografi i urval

### Studioalbum
- 1999 – Black on Both Sides
- 2004 – The New Danger
- 2006 – True Magic
- 2009 – The Ecstatic

### Samarbeten
- 1998 – Mos Def & Talib Kweli Are Black Star (med Talib Kweli, som Black Star)
- 2004 – Manifest Destiny (med Ces och DCQ, som UTD)
- 2016 – Dec 99th (med Ferrari Sheppard, som Dec 99th)